# 拓跋兴都
拓跋兴都（?—?），追尊魏烈帝拓跋翳槐曾孙，钜鹿郡太守拓跋乌真之子，北魏宗室、官员。

## 生平
拓跋兴都聪明刚强坚毅，在魏文成帝拓跋濬时期担任河间郡太守，获赐爵乐城子。拓跋兴都处理政务严厉，百姓畏惧他。魏献文帝拓跋弘初年，拓跋兴都因为儿子元丕位高权重，爵位升为乐城侯，拓跋兴都告老辞官回到家里，魏献文帝对他更加礼遇，赐给坐几手杖、衣服器物，送膳食到拓跋兴都家中。拓跋兴都的夫人娄氏，为东阳王太妃。拓跋兴都去世后，朝廷追赠定州刺史、河间公，谥号宣。

### 子
- 拓跋提，北魏乐城侯
- 元丕
- 元业，北魏抚冥镇将、鲁郡侯